# Vasile Pleșa
Vasile Pleșa (n.  1867, Sartăș - d.  1938,  Sartăș) a fost un delegat în Marea Adunare Națională de la Alba Iulia, organismul legislativ reprezentativ al „tuturor românilor din Transilvania, Banat și Țara Ungurească”, cel care a adoptat hotărârea privind Unirea Transilvaniei cu România, la 1 decembrie 1918.

## Biografie
A fost devotat cauzei naționale române, pentru care se știe că, la un moment dat, a parcurs pe jos drumul până la Viena. Și înainte, și după Marea Unire din 1918, a fost învățător în satul său natal, Sartăș.

## Educație
A urmat studiile la Școala Pedagogică din Sibiu.